# Ансель Сапата
Ансель Сапата (ісп. Hansel Zapata, нар. 11 лютого 1995, Пуерто-Техада) — колумбійський футболіст, півзахисник клубу «Славен Белупо».

## Клубна кар'єра
У дорослому футболі дебютував 2015 року виступами за команду «Уніон Магдалена», в якій провів два сезони, взявши участь у 46 матчах чемпіонату. Згодом з 2017 по 2021 рік грав у складі інших місцевих команд «Онсе Кальдас», «Ла Екідад» та «Мільйонаріос».
29 червня 2021 року Сапата був відданий в оренду в молдавський «Шериф». Відігравши за тираспольський клуб лише по 3 матчі в національному чемпіонаті та кваліфікації Ліги чемпіонів, він допоміг команді вперше в історії вийти до групового етапу, але там так і не зіграв, оскільки на початку вересня був відданий в суборенду до хорватського клубу «Славен Белупо».